# Área de Proteção Ambiental Nhamundá
A Área de Proteção Ambiental Nhamundá, anteriormente Parque Estadual Nhamundá, é uma área protegida brasileira situada no município de Nhamundá, no interior do estado do Amazonas. Foi criado pelo Decreto 12.836, de 9 de março de 1990, e sua recategorização por meio da Lei Estadual n 3.602 de 9/5/2011. Possui uma área de 195.900 hectares.